# Edgar Burgess
Edgar Richard Burgess, född 23 september 1891 i Kensington, London, död 23 april 1952 i Tangier, var en brittisk roddare.
Han blev olympisk guldmedaljör i åtta med styrman vid sommarspelen 1912 i Stockholm.